# Phần mềm trình diễn

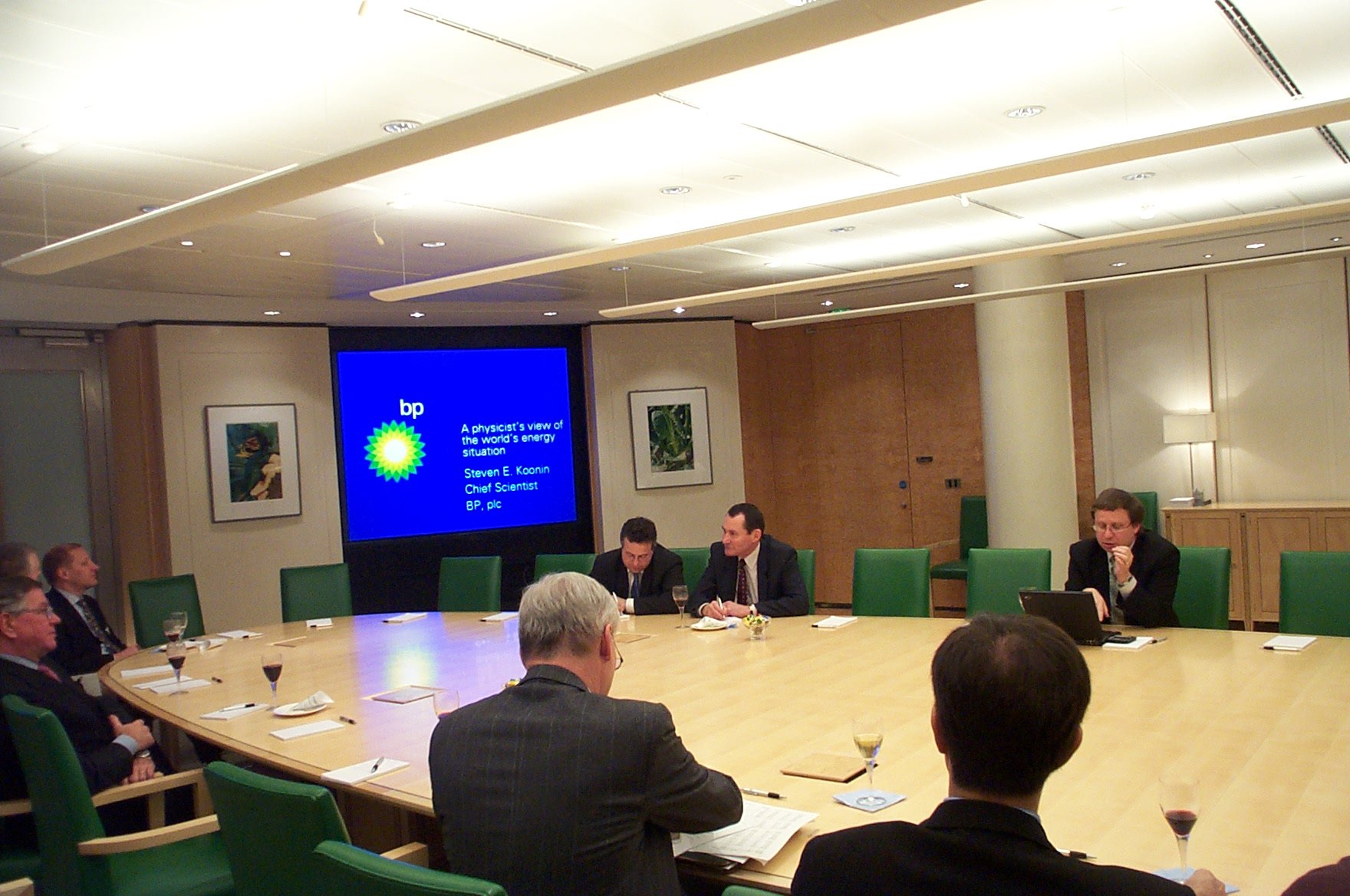
Một phiên trình bày sử dụng PowerPoint.

Phần mềm trình chiếu (phần mềm trình diễn) là một gói phần mềm máy tính sử dụng để trình bày thông tin, thường là dưới hình thức chiếu slide. Một phần mềm trình diễn thường có 3 chức năng cơ bản: chức năng biên tập để gõ và tạo định dạng chữ, chức năng chèn và điều chỉnh khuôn hình đồ họa, chức năng chiếu slide để thể hiện nội dung. Phần mềm trình chiếu thường đặc biệt ở các hiệu ứng Animations.
Phần mềm trình diễn nổi tiếng nhất có lẽ là Microsoft PowerPoint. Các phần mềm trình diễn hay được sử dụng khác là OpenOffice.org Impress và Keynote của Apple.
Thoạt đầu, các chương trình này được dùng để phóng các slide 35 mm, dùng với một máy chiếu slide. Khi các chương trình này trở nên phổ biến vào cuối những năm 1980, một vài công ty đã mở dịch vụ thực hiện gói trình diễn vào các floppy disk và thiết kế các slide hay in phim. Vào những năm 1990, các hình LCD dần thay thế cho các phim, và từ cuối những năm 1990 các máy chiếu video lại thay thế dần các hình LCD.

## Các nền tảng khác

### PowerPoint cho điện thoại di động
PowerPoint Mobile được cài đặt trong Windows Mobile 5.0. Đây là một chương trình trình chiếu có khả năng đọc và chỉnh sửa các bài thuyết trình Microsoft PowerPoint, mặc dù khả năng của nó bị hạn chế trong việc thêm ghi chú, chỉnh sửa văn bản và sắp xếp lại các trang trình bày. Ngoài ra, nó cũng không thể tạo bản trình bày mới. Phiên bản Windows Phone 7 của PowerPoint Mobile cho phép bạn xem các bài thuyết trình trực tiếp được truyền từ Internet. Năm 2015, Microsoft đã phát hành PowerPoint Mobile cho Windows 10 dưới dạng một ứng dụng toàn cầu. Trong phiên bản PowerPoint này, người dùng có thể tạo và chỉnh sửa bản trình bày mới, trình bày và chia sẻ tài liệu PowerPoint của riêng mình.

### PowerPoint cho web
PowerPoint cho web là phiên bản Microsoft PowerPoint miễn phí, có sẵn như một phần của Office cho web, cũng bao gồm các phiên bản web của Microsoft Excel và Microsoft Word.
PowerPoint cho web không hỗ trợ chèn hoặc chỉnh sửa biểu đồ, phương trình, tệp âm thanh hoặc video được lưu trữ trên máy tính của bạn, nhưng tất cả chúng đều xuất hiện trong bản trình bày của bạn nếu chúng được thêm bằng ứng dụng trên máy tính để bàn. Một số phần tử, chẳng hạn như hiệu ứng WordArt hoặc các hoạt ảnh và chuyển tiếp phức tạp hơn hoàn toàn không xuất hiện, mặc dù chúng vẫn còn trong tài liệu. PowerPoint cho web cũng thiếu các chế độ xem Outline, Master, Slide Sorter và Presenter được tìm thấy trong ứng dụng dành cho máy tính để bàn và các tùy chọn in hạn chế.